# ONS netbeheer
ONS B.V. was een Nederlands nutsbedrijf en netbeheerder dat elektriciteit, gas, water en aanvullende diensten produceerde, verkocht en leverde aan +/- 37.000 particuliere- en zakelijke klanten in de regio Schiedam. In 2007 fuseerde ONS B.V. met de diverse bedrijven van de ENECO N.V. holding. 
ONS Netbeheer stond conform de meetcode elektriciteit vermeld in het MV-register elektriciteit van Tennet TSO.